# Равнець (Добрицька область)
Равне́ць (болг. Равнец) — село в Добрицькій області Болгарії. Входить до складу общини Генерал-Тошево.

## Населення
За даними перепису населення 2011 року у селі проживали 244 особи.
Національний склад населення села:
| Національність   | Кількість осіб | Відсоток |
| ---------------- | -------------- | -------- |
| цигани           | 113            | 47,9%    |
| болгари          | 93             | 39,4%    |
| турки            | 29             | 12,3%    |
| Всього відповіли | 236            |          |

Розподіл населення за віком у 2011 році:
Динаміка населення: